# Staurichnium
Staurichnium (лат.) — ихнород травоядных орнитоподовых динозавров из раннего мела Южной Америки. Типовой и единственный ихновид Staurichnium diogenis назван и описан Leonardi в 1979 году.

## История исследования
Голотип SOPPf, представляющий собой дорожку следов, обнаружен в местонахождении Passagem das Pedras в слоях формации Sousa, датированных берриасом — готеривом (около 145—130 млн лет назад), штат Параиба, Бразилия.

## Описание и классификация
Следы слабые, что вероятно связано с тем, что грунт был сухой, когда динозавр прошёл по нему. Leonardi в своей работе отнёс Staurichnium к орнитоподам вроде Hadrosauridae. Этот таксон характеризуется удлинённым отпечатком пятки. Поскольку следы сохранились плохо, а ихнотаксоны был определён на основе метатарзальных отпечатков, Dias-Martinez и коллеги считают Staurichnium nomen dubium.